# Stine Ballisager Pedersen
Stine Ballisager Pedersen (Vellev, 3 januari 1994) is een Deens voetbalspeelster. Ze speelt als verdediger voor ACF Fiorentina in de Serie A.

## Clubcarrière
Ballisager begon met voetballen op zesjarige leeftijd bij Vellev IF. Hier speelde ze jarenlang alvorens ze overstapte naar IK Skovbakken. Voorafgaande aan het seizoen 2018 tekende Ballisager een contract bij Vålerenga IF actief in de Toppserien, het hoogste vrouwenvoetbalniveau van Noorwegen. In het seizoen 2021 werd ze aanvoerder van het team. Ze kwam tot 140 optredens voor de club uit Oslo in alle competities.
Ballisager tekende op 3 juli 2023 een contract bij het Amerikaanse Kansas City Current in de National Women's Soccer League. Ze tekende een eenjarig contract met de optie voor nog een jaar. Dit ondanks haar doorlopende contract bij Vålerenga IF, dat voor een recordbedrag werd afgekocht. Op 19 december 2024 maakte Kansas City Current bekend dat Ballisager de club had verlaten. Ballisager tekende op 3 januari 2025 een eenjarig contract bij het Italiaanse ACF Fiorentina. Hier speelde ze samen met landgenoten Sofie Bredgaard, Emma Færge en Emma Snerle.
Op 19 mei 2025 tekende Ballisager een contract bij Duits landskampioen FC Bayern München.

## Statistieken
| Seizoen | Club                | Land             | Competitie                     | Wedstrijden | Doelpunten |
| ------- | ------------------- | ---------------- | ------------------------------ | ----------- | ---------- |
| 2017/18 | VSK Aarhus          | Denemarken       | Elitedivisionen                | 14          | 2          |
| 2018    | Vålerenga IF        | Noorwegen        | Toppserien                     | 16          | 1          |
| 2019    | Vålerenga IF        | Noorwegen        | Toppserien                     | 22          | 0          |
| 2020    | Vålerenga IF        | Noorwegen        | Toppserien                     | 17          | 0          |
| 2021    | Vålerenga IF        | Noorwegen        | Toppserien                     | 18          | 1          |
| 2022    | Vålerenga IF        | Noorwegen        | Toppserien                     | 23          | 0          |
| 2023    | Vålerenga IF        | Noorwegen        | Toppserien                     | 17          | 1          |
| 2023    | Kansas City Current | Verenigde Staten | National Women's Soccer League | 3           | 0          |
| 2024    | Kansas City Current | Verenigde Staten | National Women's Soccer League | 19          | 1          |
| 2024/25 | ACF Fiorentina      | Italië           | Serie A                        | 13          | 0          |
| Totaal  | Totaal              | Totaal           | Totaal                         | 162         | 6          |

Laatste update: 20 mei 2025

## Interlandcarrière
Ballisager maakte in 2013 haar debuut voor Denemarken in een wedstrijd tegen Brazilië. Ze maakte onderdeel uit van de Deense selectie dat de finale wist te halen op het EK 2017 in Nederland.  Deze ging echter met 4-2 verloren tegen het gastland.